# Bartala
Bartala (arab. برطلة) – miasto w Iraku, w muhafazie Niniwa. W 2009 roku liczyło 17 966 mieszkańców. Miasto chrześcijańskie.